# Tomino Selo
Tomino Selo (makedonska: Томино Село) är en ort i Nordmakedonien. Den ligger i den centrala delen av landet, 50 kilometer sydväst om huvudstaden Skopje. Tomino Selo ligger 907 meter över havet och antalet invånare är 116.